# Meinrad Hengartner
Meinrad Hengartner (* 9. Mai 1925 in Bernhardzell; † 24. September 1984 in Luzern; heimatberechtigt in Waldkirch SG) war ein Schweizer Jugendführer und Gründer einer Hilfsorganisation.

## Leben
Hengartners Vater zog mit seiner Familie wegen eines Stellenwechsels von Bernhardzell nach Flawil um. Meinrad Hengartner absolvierte eine Lehre als Weber. Früh engagierte er sich in der Jungwacht, welche damals eine schweizweite Organisation für katholische Knaben und Jugendliche war. So wurde er 1942 Scharführer der Jungwacht Bazenheid und 1947 Kantonsführer für den Kanton St. Gallen. Er trat daraufhin 1948 ins Generalsekretariat des Schweizerischen katholischen Jungmannschaftsverbandes (SKJV) in Luzern ein. Dort wurde ihm die Aufgabe eines Bundessekretärs und anschliessend diejenige eines Bundesführers der Jungwacht anvertraut. Er trug zur Ausbildung von Jugendführern bei und veröffentlichte dazu Schriften. Als Autodidakt lernte er im Laufe der Jahre Englisch, Französisch, Spanisch und Italienisch. Zusätzlich betreute er ab 1952 die Zentralstelle der Schweizer Volksbuch-Gemeinde.
Im Rahmen eines von ihm organisierten Missionsjahres der Jungwacht befasste er sich mit der Entwicklungshilfe für andere Länder. Daraus entwickelte sich das von ihm gegründete Fastenopfer der Schweizer Katholiken, das erstmals 1962 durchgeführt wurde. Ab 1964 übernahm Hengartner die Leitung der Zentralstelle des Fastenopfers in Luzern. Zu seinen Verdiensten zählt die Zusammenarbeit mit weitern Schweizer Hilfswerken wie dem evangelischen Brot für Brüder. Er war zudem in mehreren schweizerischen und internationalen verwandten Gremien tätig.

## Ehrung
- 1977: Ehrendoktor der Universität Freiburg im Üechtland

## Veröffentlichungen
- Jungmannschaft am Werk. Rex-Verlag, Luzern 1950.
- Der Jungwachtführer. Rex-Verlag, Luzern 1953.
- Hilfsführerschulung. Rex-Verlag, Luzern 1953.
- Sammlung von Zeitschriften- und Zeitungsartikeln. Staatsarchiv des Kantons Luzern, abgerufen am 1. Juni 2022.